# 菅原神社 (世田谷区)
菅原神社（すがわらじんじゃ）は東京都世田谷区の神社。

## 概要
1665年（寛文5年）に創建された。地元の寺子屋の主だった石井兵助直慶が「学問の神様」菅原道真公を祀る神社を創建したのが起源である。
社殿の横には石井兵助直慶が建てた碑石がある。「南無天満大自在天神」「梵天王魔王自在大自在」「充満其願如清涼池」と彫られており、神仏習合の影響が色濃く残っている。
境内には、かつて地元の若者が力比べをした力石が残されている。

## 交通アクセス
- 明大前駅より徒歩7分。